# Gran Premio di Castrocaro Terme 1973
Il Gran Premio di Castrocaro Terme 1973, quattordicesima edizione della corsa, si svolse il 17 giugno 1973 su un percorso di 76,02 km disputati a cronometro. La vittoria fu appannaggio dell'italiano Felice Gimondi, che completò il percorso in 1h56'00", precedendo i connazionali Roberto Poggiali e Giovanni Battaglin.

## Ordine d'arrivo (Top 10)
| Pos. | Corridore               | Squadra            | Tempo    |
| ---- | ----------------------- | ------------------ | -------- |
| 1    | Felice Gimondi          | Bianchi-Campagnolo | 1h56'00" |
| 2    | Roberto Poggiali        | Sammontana         | a 3'12"  |
| 3    | Giovanni Battaglin      | Jollj Ceramica     | a 3'19"  |
| 4    | Martín Emilio Rodríguez | Bianchi-Campagnolo | a 3'28"  |
| 5    | Roger Swerts            | Molteni            | a 5'06"  |
| 6    | Giovanni Cavalcanti     | Bianchi-Campagnolo | a 6'36"  |
| 7    | Giacomo Bazzan          | Jollj Ceramica     | a 6'37"  |
| 8    | Renato Laghi            | Sammontana         | a 7'38"  |
| 9    | Angelo Bassini          | Scic               | a 8'16"  |
| 10   | Tullio Rossi            | Dreherforte        | a 18'07" |